# Sudan Południowy na Mistrzostwach Świata w Lekkoatletyce 2015
Sudan Południowy na Mistrzostwach Świata w Lekkoatletyce 2015 – reprezentacja Sudanu Południowego podczas Mistrzostw Świata w Lekkoatletyce 2015 rozgrywanych w Pekinie liczyć miała 1 zawodnika, jednak ostatecznie Guor Marial nie przyleciał do Chin i nie wziął udziału w zawodach.
19 listopada 2014 roku South Sudan Athletics Federation (SSAF) otrzymała status tymczasowego członka IAAF'u, a 19 sierpnia 2015 roku została jego pełnoprawnym członkiem. Dzięki temu kraj ten miał zadebiutować w lekkoatletycznych mistrzostwach świata w pekińskiej rywalizacji. Jego reprezentantem miał być maratończyk Guor Marial, który trzy lata wcześniej wziął udział w igrzyskach olimpijskich startując w ramach reprezentacji Niezależnych Sportowców Olimpijskich.
Przed mistrzostwami świata z Marialem nie mogli skontaktować się organizatorzy, którzy mimo to zatrzymali dla niego miejsce na liście startowej. Ostatecznie jednak nie przyleciał on do Chin i nie zjawił się na starcie biegu maratońskiego.

## Występy reprezentantów Sudanu Południowego
| Konkurencja      | Zawodnik    | Finał    | Finał   |
| Konkurencja      | Zawodnik    | Rezultat | Pozycja |
| ---------------- | ----------- | -------- | ------- |
| Maraton mężczyzn | Guor Marial | DNS      | DNS     |